# Шлик, Арнольт

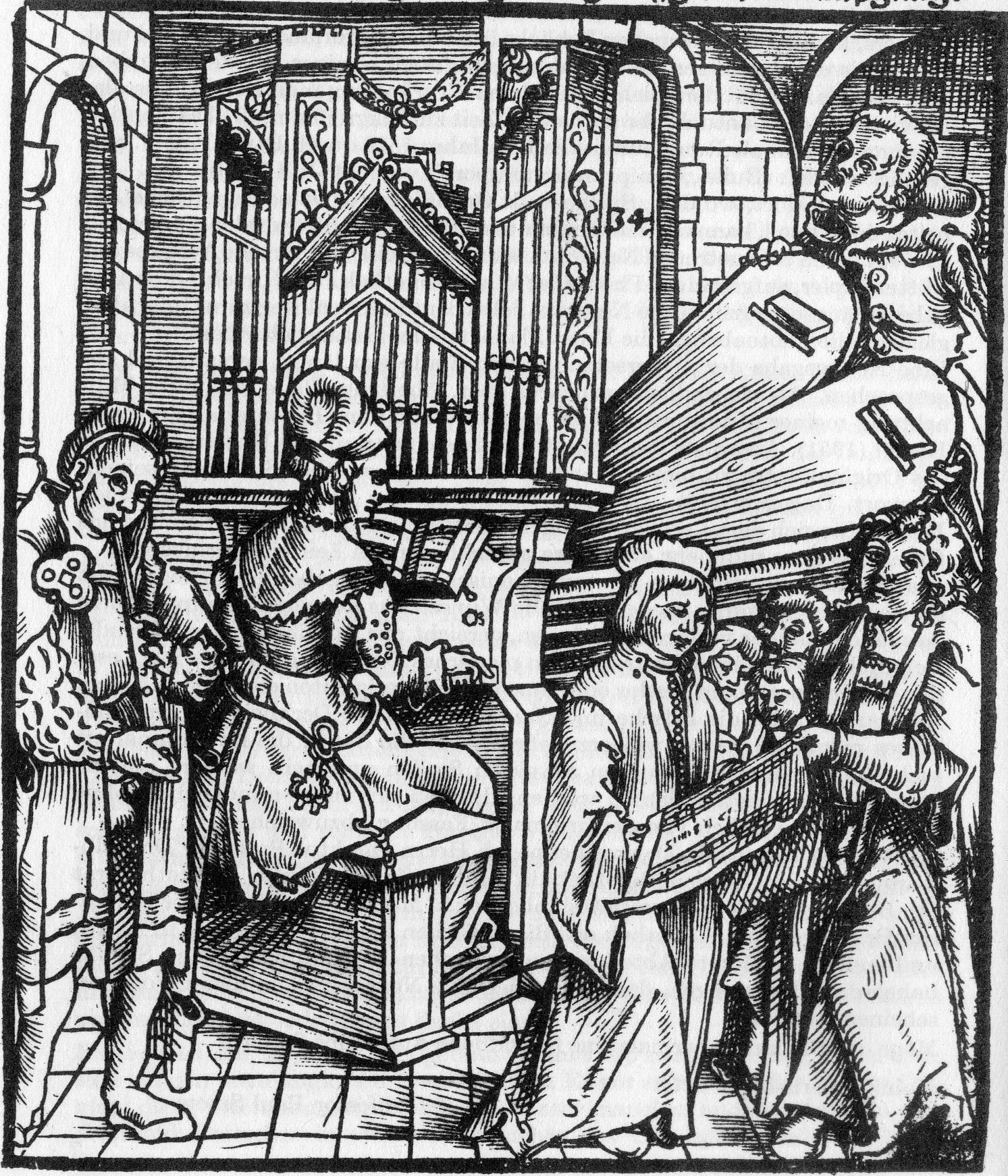
Гравюра на титульном листе труда А. Шлика «Зеркало органостроителей и органистов» (1511)

Арнольт Шлик (Arnolt Schlick; между 1455 и 1460, Гейдельберг — после 1521, там же) — немецкий органист, органостроитель и композитор. Автор первого в Германии пособия, специального посвящённого настройке органа.

## Краткий обзор трудов
Шлик был незрячим большую часть жизни (возможно, не от рождения). Пользовался большим авторитетом в Германии, прежде всего, как эксперт по органостроению и настройке органов. Опубликовал труд «Spiegel der Orgelmacher und Organisten» («Зеркало органостроителей и органистов», 1511) — первый в Германии труд, специально посвящённый органостроению, настройке органа и технике игры на этом инструменте. Написанный на немецком языке, он имеет откровенно практическую направленность и совершенно не заботится о том, чтобы следовать (традиционной для многих средневековых трактатов) пифагорейской спекулятивной науке. Практическая направленность, которую ставят Шлику в заслугу, одновременно является и недостатком: автор пособия описывает новую темперацию исключительно эмпирически и многословно, не прибегая к математическим расчётам. Представление об «эмпирическом» стиле Шлика может дать следующая инструкция по темперированию квинты F-C:

Возьми на клавиатуре F и верхнюю квинту к нему C и настрой последнее не слишком высоко, не делай его совсем чистым,  а так, чтобы ощущались небольшие биения — настолько, чтобы слух мог эту квинту стерпеть и так, чтобы он не сразу заметил ее нечистоту, и так, что, когда клавиши названной квинты, управляющие трубами, возьмешь и некоторое время не будешь отпускать, можно было услышать, как квинта звучит несколько неустойчиво — ее звуки то наталкиваются друг на друга, то более или менее стремятся друг к другу.— Цит. по: Lindley, 1974. p. 129
Среди музыкальных сочинений Шлика — сборник органной и лютневой музыки «Tabulaturen etlicher lobgesang» (1512). Лютневые сочинения Шлика — преимущественно интабуляции (обработки для лютни) популярных светских песен (Nach lust hab ich, Mein lieb ist weg, Philips zwölffpot, Nun hab ich all mein tag gehört и т.п.). Органные сочинения представляют собой, наоборот, обработки «серьёзных» церковных хоралов и паралитургических духовных песен (Salve Regina, Benedictus, Ad te clamamus, O dulcis Maria, Maria zart и т.д.), обнаруживают мастерское владение техникой имитационной полифонии. Современные историки называют Шлика одним из основателей немецкой клавирной музыки.

## Сочинения
- Spiegel der Orgelmacher und Organisten. Speyer, 1511.
- Tabulaturen etlicher lobgesang und lidlein uff die orgeln un lauten. Mainz, 1512.